# اولریش پیسترر
اولریش پیسترر (انگلیسی: Ulrich Pfisterer؛ زادهٔ ۴ نوامبر ۱۹۵۱) بازیکن فوتبال اهل آلمان است.